# Unitaid
UNITAID es una iniciativa internacional que promueve el acceso al tratamiento de enfermedades como el sida, la malaria y la tuberculosis en poblaciones de países en vías de desarrollo. Fue fundada en septiembre de 2006 a iniciativa de Brasil y Francia, siendo ambos países socios fundadores junto con Chile y el Reino Unido, siendo en gran parte financiada por un mecanismo de financiación innovador. Debido al crecimiento de los Estados miembros ( 35 en abril de 2007), los fondos de UNITAID se esperan que excedan de 500 millones de $ en 2009 (300 millones $ en 2007) en los que alrededor del 85% serán destinados a países con menores ingresos. Auspiciada por la OMS en Ginebra, los objetivos principales de la organización es la negociación de bajos precios de los medicamentos. UNITAId no tiene como objetivo de sus programa la distribución de medicamentos, pero apoya programas de sus patronos tales como la Fundación Clinton, The Global Fund o la OMS

## Dirección
UNITAID

World Health Organization

20, avenue Appia

CH-1211 Geneva 27

Switzerland